# 1539 Borrelly
1539 Borrelly eller 1940 UB är en asteroid i asteroidbältet. Den upptäcktes 29 oktober 1940 av den franske astronomen André Patry vid Nice observatorium. Asteroiden har namngivits efter den franske astronomen Alphonse Louis Nicolas Borrelly som upptäckt 19 asteroider och åtminstone 16 kometer.
Den tillhör asteroidgruppen Themis.